# Echelon (netværk)
 For alternative betydninger, se Echelon. (Se også artikler, som begynder med Echelon)
Echelon (også ECHELON) menes at være det største elektroniske spion-netværk i historien. Det bliver styret af USA, Storbritannien, Canada, Australien og New Zealand, hvor det bliver brugt til at gemme telefonopkald, faxbeskeder, e-mail, SMS i hele verden. Det menes, at Echelon opfanger op til 3 milliarder kommunikationer hver dag.
Det foreslåede totale informationsoverblik "Total Information Awareness", der kun skal bruges i USA, bygger på teknologi magen til Echelon. Hvis det bruges, kan det integrere de allerede opfangede oplysninger fra Echelon med alle de oplysninger, det selv indsamler.
I sagens natur er omfanget af Echelon meget usikkert. Det er generelt accepteret, at der findes noget, som hedder Echelon. Denne artikels udbredte brug af udtryk som menes, tilsyneladende og angiveligt understreger usikkerheden; en del af formodningerne kan anses for at være konspirationsteorier.
I Danmark menes Skibsbylejren og Sandagergård (Amager) at være en del af Echelon netværket.

## Historie
Det vides ikke præcist, med hvilket formål Echelon blev oprettet. Det blev tilsyneladende oprettet for at holde øje med militær og diplomatisk kommunikation fra Sovjetunionen og landene i militæralliancen Warszawapagten. Det menes nu, at Echelon også bliver brugt til at søge efter terroristplaner, narkohandleres planer samt politisk- og diplomatisk information. Nogen kritikere påstår endda, at systemet også bliver brugt til industrispionage og personovervågning i større grad.

## Organisationen
Medlemmerne af den engelsktalende alliance er en del af UK/USA informationsalliancen, som har fortsat med indsamling og at dele informationer siden 2. verdenskrig. Flere kilder påstår at disse lande har opsat elektroniske aflytningsbaser og satellitter til at opsnappe det meste radio-, satellit-, mikrobølge-, mobiltelefonisk og fiber-optisk kommunikation. De opsnappede signaler bliver så kørt igennem en række supercomputere, som vha. ordbøger søger efter bestemte fraser, adresser, ord eller endda individuelle stemmer.[kilde mangler]
Landene i UK/USA-alliancen har fået forskellige ansvarsområder for overvågning; Canadas hovedopgave var at overvåge de nordlige dele af det tidligere Sovjet og opsnappe al kommunikationstrafik, som kunne blive modtaget fra ambassader over hele verden. Efter den kolde krig blev der lagt større tryk på overvågning af satellit, radio og mobiltelefonstrafik, der stammer fra Central- og Sydamerika. Hovedsageligt som et forsøg på at finde euforiserende stoffer og kriminelle i regionerne. USA med dens store arsenal af spionsatellitter og lytteposter, overvåger det meste af Latinamerika, Asien, Asiatisk Rusland og det nordlige Kina. Storbritannien lytter med på Europa og Rusland vest for Uralbjergene og Afrika. Australien jagter informationer fra Indokina, Indonesien og det sydlige Kina. New Zealand gennemsøger det vestlige Stillehav.
Tilhængere lægger stor vægt på, at Echelon bare er en metode til at sortere signaler og kun er en af de mange dele af informations sammenholdet, sammen med voksende sofistikeret aflytning og kommunikationsopsnapningsteknikker, satellit sporing, "igennem tøj" scanninger, automatisk fingeraftryk og systemer som kan genkende gener, lugte og nethinder
Amerikanerne menes at dominere UK/USA-alliancen og levere det meste af computerekspertisen og meget af mandskabet til globale opsnapningsbaser. U.S. National Security Agency (NSA), med hovedkvarter i Fort Meade lige uden for Washington D.C., har verden over 38.000 ansatte og et budget på måske mere end $3,6 milliarder (amerikanske dollar med mindre andet er specificeret). Det er mere end de amerikanske sikkerhedsagenturerFBI og CIA tilsammen.
Canadas kommunikations- og informationsoperationer styres af "the Communications Security Establishment" eller CSE, en del af det Canadiske "Department of National Defence". Det har et personale på 890 og et årligt budget på $110 millioner (Cdn). CSE's hovedkvarter med øgenavnet "The Farm" er "Sir Leonard Tilley" bygningen på Heron Road i landets hovedstad, Ottawa, Ontario, og dens hovedkommunikationsopfanger er på en gammel radiomilitærbase i Leitrim lige uden for Ottawa.
Regeringerne i Australien, New Zealand og Nederlandene har bekræftet, at Echelon eksisterer, dog uden at specificere dens funktioner og muligheder. Ydermere har den tidligere CIA-direktør R. James Woosley indrømmet at bruge disse systemer til at optrævle informationer om udenlandske firmaer, der brugte bestikkelse til at få kontrakter. Informationen blev angiveligt givet videre til amerikanske firmaer, og de udenlandske regeringer var nødsaget til at stoppe bestikkelserne.[kilde mangler]
I maj 2001 lavede EU en rapport over Echelon som nævner muligheden for at kryptere kommunikation, som en måde til at beskytte private informationer blandt EU-medlemmer. I Storbritannien indførte regeringen dekretet "Regulation of Investigatory Powers Act" eller "Bestemmelse af Undersøgelses kræfter dekretet" som giver myndighederne mulighed for at kræve, at borgerne skal udlevere deres krypteringsnøgler uden dommerkendelse.
Echelons overvågning af mobiltelefoner i Pakistan blev angiveligt brugt til at spore Khalid Sheikh Mohammed, der blev arresteret i Rawalpindi d. 1. marts 2003.[kilde mangler]

## Begrænsninger
Begrænsningerne på et så stort system som Echelon er defineret af dets egen størrelse. Selv om systemet indfanger 3 milliarder kommunikationer dagligt, må brugerne vide, hvilken type kommunikation de skal overvåge, før de kan få en informationsfordel. Så vidt vides leder man efter særlige nøgleord. En udfordring for systemet er sandsynligvis at det er nemt at lave omskrivninger, så at "det hvide hus" bliver "det lyse hus" og Pentagon bliver til "den 5-kantende bygning".